# Hans Larsson Preuss
Hans Larsson Preuss, död 27 augusti 1644 i Nyköping, var en svensk borgmästare.

## Biografi
Hans Larsson Preuss blev 1627 sekreterare vid amiralitet och 1632 inspektor över myntet i Nyköping. Den 1 mars 1638 blev han justitieborgmästare i Nyköping och var även tullförvaltare över stora sjötullen i Nyköping. Preuss avled 1644 i Nyköping och begravdes i Alla Helgona kyrka.

### Familj
Preuss gifte sig första gången med Brita Nilsdotter (död 1628). Hon var dotter till kamreren Nils Nilsson och Sigrid Larsdotter. Brita Nilsdotter var änka efter räntmästaren Nils Larsson i Södermanland.
Preuss gifte sig andra gången 22 september 1628 med Margareta Bröms (1610–1655). Hon var dotter till borgmästaren Måns Svensson och Kerstin Henriksdotter (Stockenström) i Norrköping. De fick tillsammans barnen industrimannen Hans Ehrenpreus (1636–1711) och ämbetsmannen Niklas von Preutz (1639–1696). Efter Hans Larsson Preuss gifte Margareta Bröms om sig med tullförvaltaren Lars Danielsson Mollsdorff i Nyköping.